# Джоко Відодо
Джоко Відодо (21 червня 1961 , Суракарта, Центральна Ява ) (також відомий під прізвиськом Джокові (індонез. Jokowi) — індонезійський політичний діяч, переміг на президентських виборів 2014, 7-й президент Індонезії з 20 жовтня 2014 року до 20 жовтня 2024 року. До президентства був губернатором Джакарти (з 2012 року), мером Суракарти (2005—2012 роки). Член Демократичної партії боротьби Індонезії.

## Біографія
Народився 21 червня 1961 в місті Суракарта на Центральній Яві в сім'ї теслі. Через бідність батьків був змушений вже в дитячі роки заробляти на життя, працюючи вуличним розносником і вантажником. Навчившись у батька теслярській справі, виготовляв на продаж сувенірні вироби, пізніше — меблі.
1985 року закінчив університет Гаджі Мада за фахом інженера лісового господарства. Недовгий час працював у державній деревообробної компанії, потім почав власний бізнес у цій же області. До початку 2000-х років керував великою деревинно-меблевою фірмою.
У 2005 обраний мером Суракарта. Під його керівництвом в місті були проведені масштабні соціально-економічні та адміністративні перетворення. Особлива увага приділялася створенню привабливого культурного вигляду Суракарта. Зокрема, був проведений ребрендинг міста, що проводився під девізом «Соло: Дух Яви»(англ. Solo. Spirit of Java). Значний позитивний резонанс мали заходи з облагороджування міських парків: передача в муніципальну власність парку Балекамбанг (індонез. Taman Balekambang) і ліквідація блошиного ринку в парку Банджарсарі (індонез. Taman Banjarsari) Крім того, Джокові стимулював приватні компанії що займаються громадською діяльністю.
Проведені реформи значно зміцнили реноме міста не лише на національному, а й на регіональному рівні. У 2006, Суракарта стала членом Організації міст всесвітньої спадщини, а у листопаді 2008 в місті пройшов саміт цієї організації. У 2007 в Суракарта відбувся Всесвітній музичний фестиваль, що пройшов у колишньому голландському Форті Вастенбург; незадовго до цього за рішенням Джокові був скасовано знесення форту і будівництво на його місці бізнес-центрів і торгових центрів. 2008 року Всесвітній Музичний фестиваль був проведений у палаці Мангкунегаран.
Наприкінці 2011 через заборгованість муніципалітету Суракарта перед державною енергетичною компанією Perusahaan Listrik Negara (PLN) на суму в 8,9 млрд індонезійських рупій (близько 1 мільйона доларів) остання припинила подачу електрики для освітлення міста незадовго до Різдва, що викликало невдоволення жителів. Джокові в короткий термін зміг мобілізувати необхідні кошти і особисто з'явився в місцеве відділення PLN для виплати боргу.
У 2012 Джоко і Басукі Чахая Пурнама висунуті Демократичною партією боротьби Індонезії на посади відповідно губернатора і віцегубернатора Джакарти. У другому турі губернаторських виборів Джоко здобув впевнену перемогу над чинним губернатором, кандидатом від Демократичної партії Фаузі Бово
У ході чергових президентських виборів, що відбулися 9 липня 2014, перемогу, за попередніми даними, здобув Джоко Відодо, що представляє Демократичну партію боротьби Індонезії. Його інавгурація відбулась в жовтні.
29 червня 2022 вперше серед президентів Індонезії прибув з візитом до Києва.

## Нагороди та премії
Джоко Відодо увійшов до «Найкращі 10 мерів Індонезії 2008 року», згідно з журналом Темпо. 2011 року президент Сусіло Бамбанг Юдхойоно вручив йому нагороду Бінтанг Джасім Утама. 2012 року він отримав Всесвітню премію для мерів 3-го ступеня за «трансформацію міста, що потерпає через злочинність, до обласного центру культури й мистецтва та місто, привабливе для туристів».

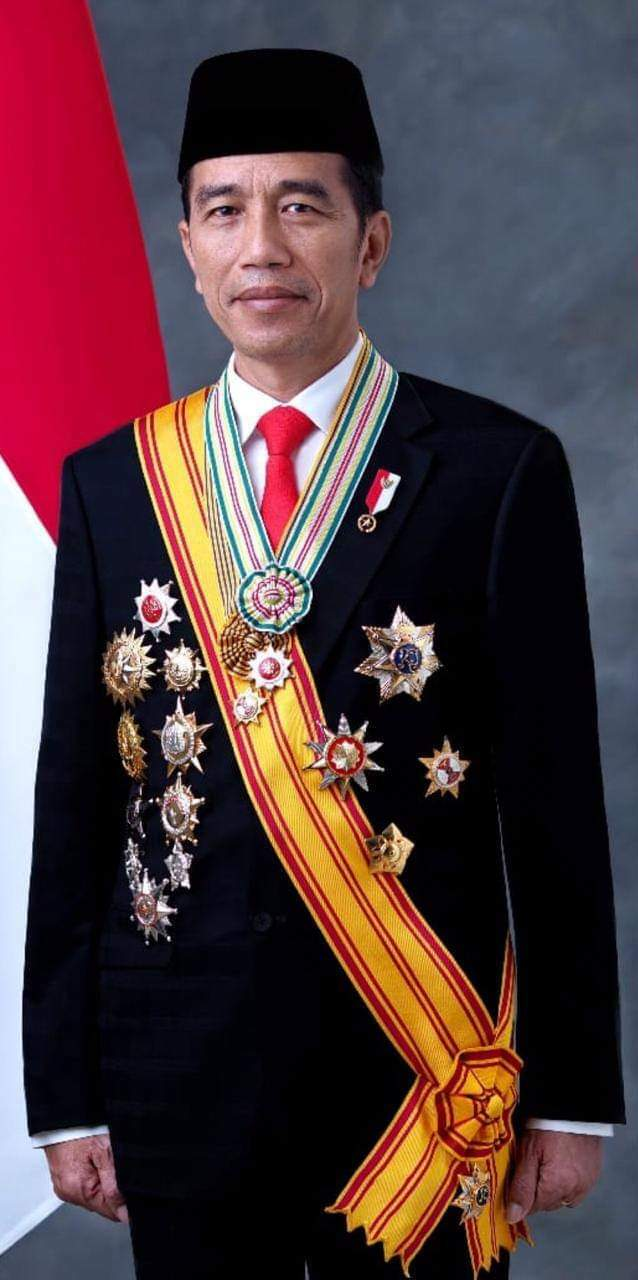
Портрет Джоко Відодо з його президентськими нагородами

## Родина та інтереси
Дружину Джокові звуть Іріана, в їх родині троє дітей — Гібран Ракабумінг, Кахіянг Аю і Каесанг Пангареп. Згідно з даними журналу The Economist, Джокові любить слухати рок-музику на високій гучності і колись володів гітарою з автографами учасників групи Metallica.

## Галерея

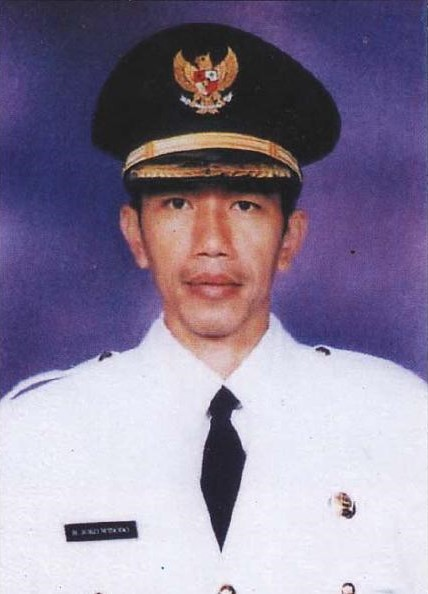
Офіційний портрет Джоко Відодо як мера Суракарти
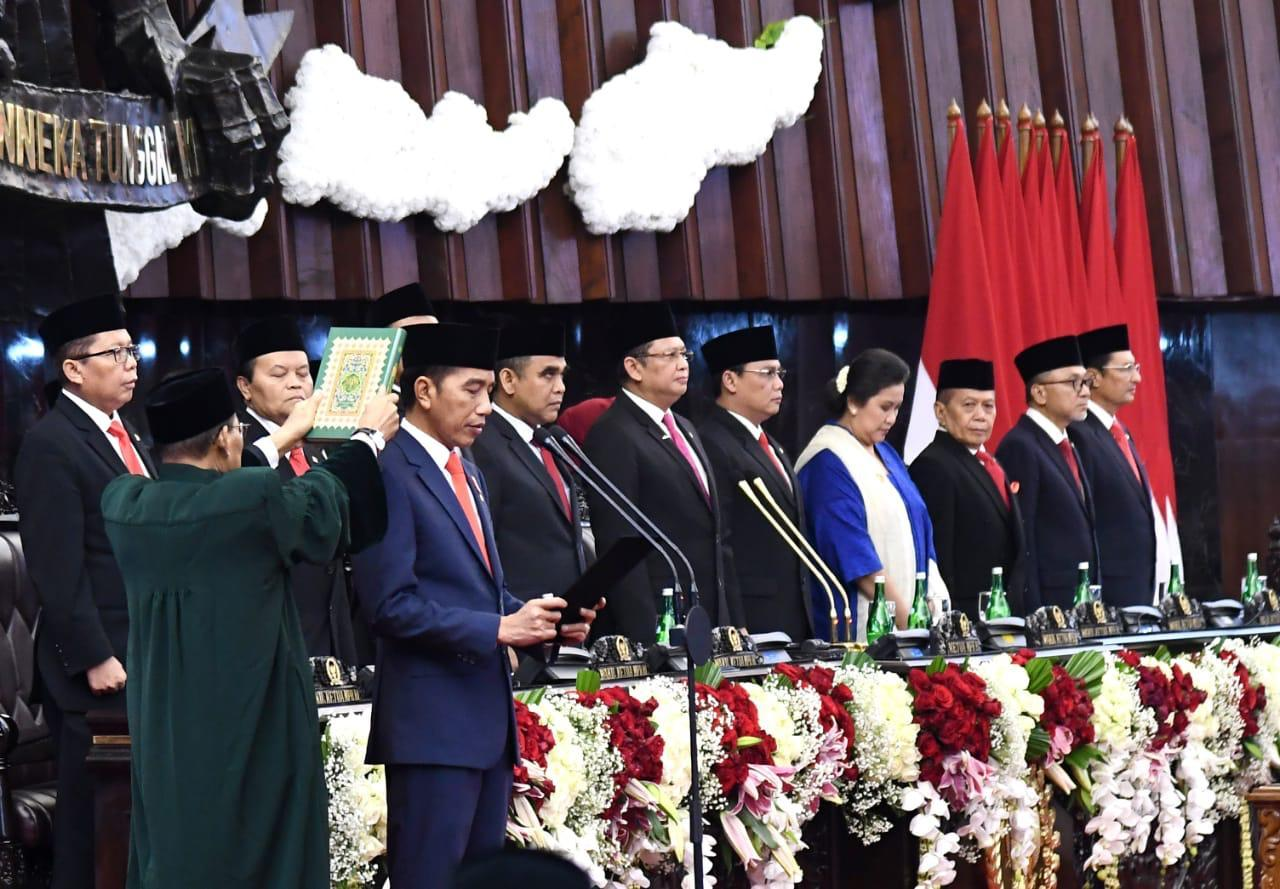
Джоко Відодо вступає на посаду на другий термін
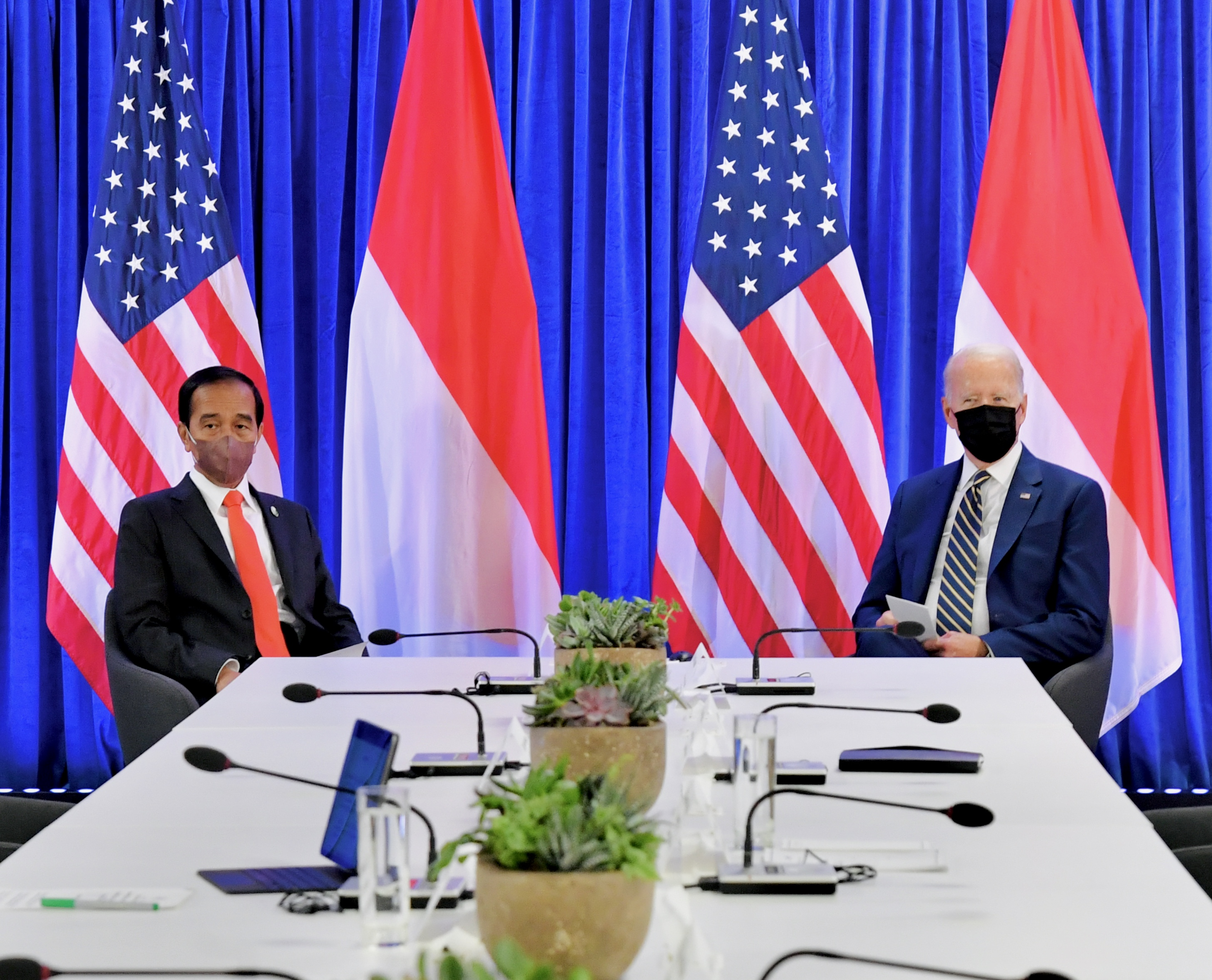
Джоко Відодо та президент США Джо Байден, 1 листопада 2021 року
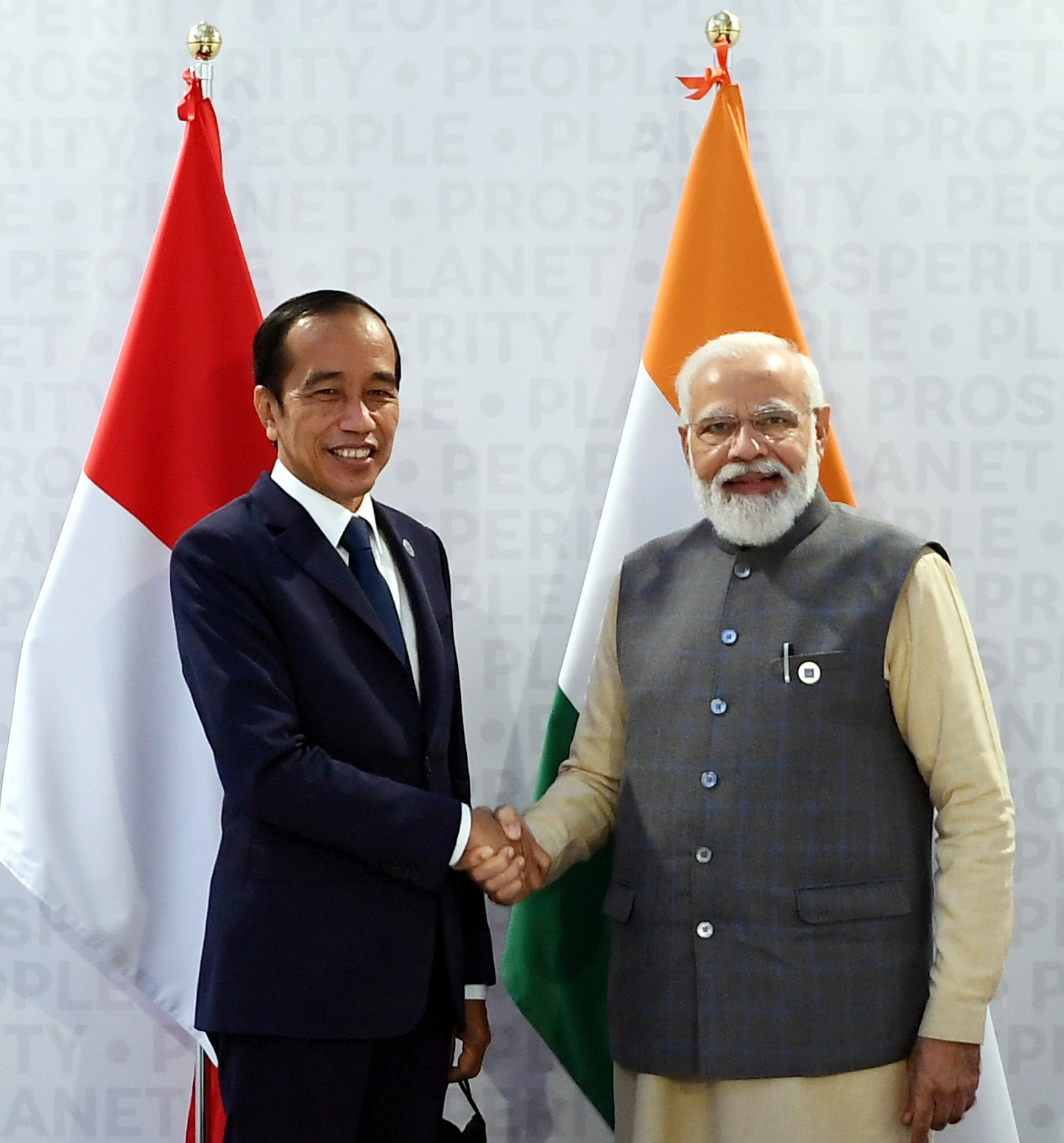
Прем’єр-міністр Індії Нарендра Моді зустрічається з Джоко Відодо в Римі, Італія, 31 жовтня 2021 р.
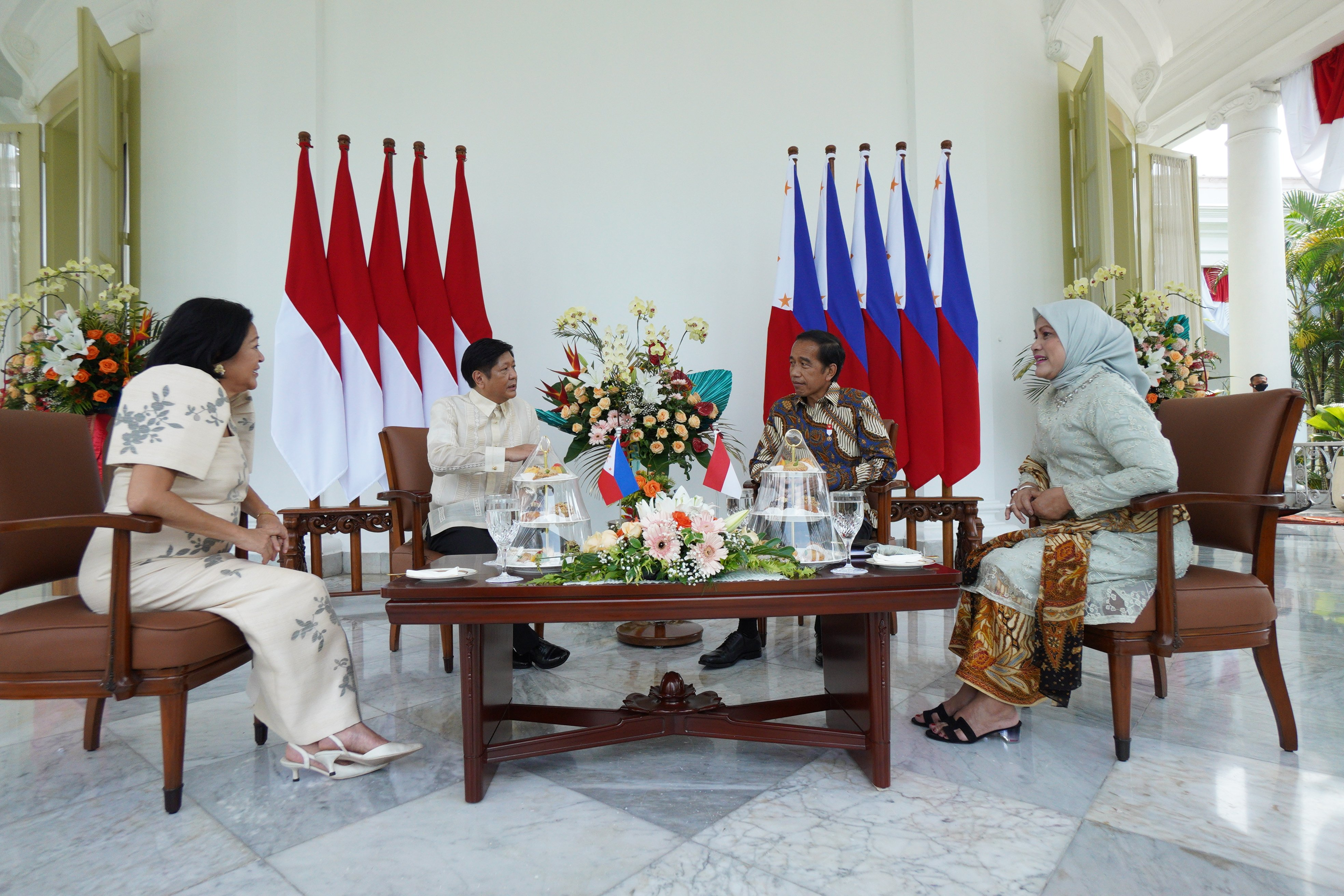
Джоко Відодо та перша леді Іріана під час візиту президента Філіппін Бонгбонга Маркоса, 5 вересня 2022 року